# Roumare
Roumare é uma comuna francesa na região administrativa da Normandia, no departamento de Sena Marítimo. Estende-se por uma área de 9,95 km². Em 2010 a comuna tinha 1 553 habitantes (densidade: 156,1 hab./km²).